# Trianonfördraget
Trianonfördraget, "Freden i Trianon", slöts 4 juni 1920 mellan den i första världskriget segrande ententen å ena sidan, och den ungerska rikshalvan av den då redan politiskt upplösta dubbelmonarkin Österrike-Ungern å den andra. Österrike behandlades tidigare i Freden i Saint Germain 1919.
Freden innebar att dubbelmonarkin Österrike-Ungern upphörde formellt, även om imperiet redan upplösts i och med kejsaren Karl I:s abdikering 1918. Ungerns nya gränser lades fast, och av den gamla ytan som funnits under dubbelmonarkins dagar försvann 72 % och av befolkningen på 20 886 487 förlorades 61,8 %.

## Förhållanden kring fredsförhandlingarna

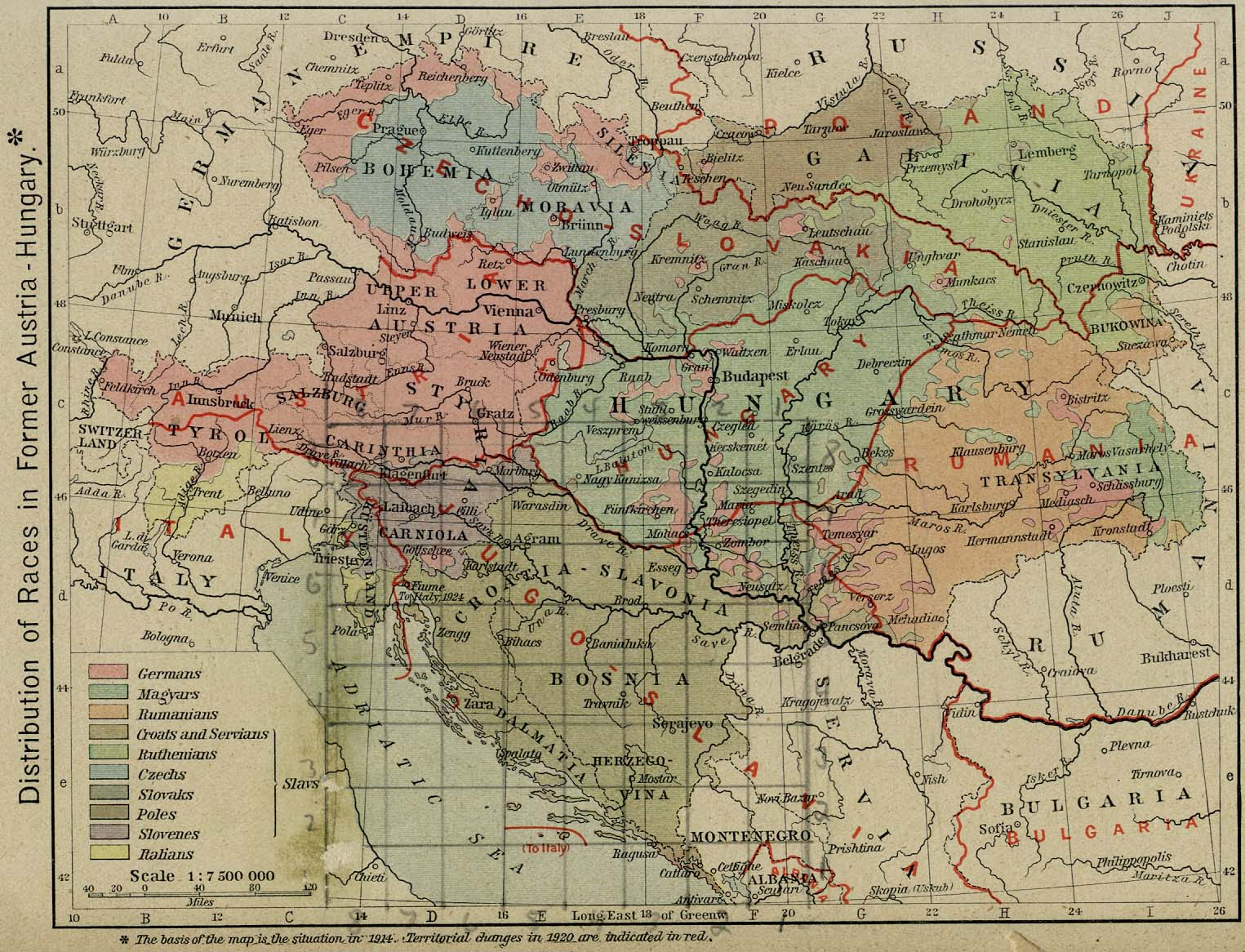
Det uppstyckade Ungern med befolkningsdata från 1910.

De områden som senare avträddes var vid fredsförhandlingarna ockuperade av grannländerna. USA:s president Woodrow Wilson reagerade mot detta. Han menade att detta gav upphov till antagandet att de, vilka gripit till våld, tvivlade på giltigheten och rättmätigheten av sina anspråk. Dessutom förfogade de tre grannarna redan före fredsslutet de facto över den politiska och militära kontrollen över de områden som de ville lägga beslag på för egen räkning.
Ungrarna fick inte lov att deltaga i de förberedande fredsunderhandlingarna. De tillkallades först då avgörandet redan fallit, sedan de tjeckiska, rumänska och sydslaviska kraven vunnit gehör, och även då endast för att anta de färdiga fredsvillkoren. Freden kom ej till stånd genom underhandlingar utan genom maktspråk. Under förhandlingarnas lopp tänkte man, såsom tydligt framgår av utgivna dagböcker och anteckningar, ej på att på allvar kontrollera riktigheten av de uppgifter som lämnats av Ungerns fiender och stödde dessas krav.
Den ungerska delegationen, som anlände till Paris den 7 januari 1920, stängdes in på ett hotell i stadens utkanter och erbjöds inte ens tillfälle att framlägga de av dess sakkunniga utarbetade kartorna och synpunkterna. Ungrarna måste emellertid trots alla protester underteckna freden den 4 juni i slottet Grand Trianon utan hopp att bli hörda eller kunna diskutera. Konferensens fördomsfulla och ytliga tillvägagångssätt framgår av den vid förhandlingarna närvarande amerikanen Hunter Millers detaljerade dagbok liksom av Harold Nicolsons verk.

## Önskemål om folkomröstningar
Folkviljan åberopades som grund i fredsavalet. Denna, menade ungrarna, hade bäst kunnat fastställas genom lokala folkomröstningar. Den ungerska fredsdelegationens Albert Apponyi fordrade även i ett stort tal vid mottagandet av fredsförslaget: interrogez les populations intéressées, och försäkrade att Ungern var berett att underkasta sig en under rättvisa förutsättningar företagen folkomröstnings beslut. Västmakterna var emellertid på inget sätt benägna att gå med på denna lösning.
I vägen för en allmän omröstning stod även det fullbordade faktum som tjeckerna, serberna och rumänerna åstadkommit genom den militära ockupationen av de ifrågavarande områdena. 

## Fördragets innehåll
I fördraget tvingades Ungern avstå stora områden, i norr till nybildade Tjeckoslovakien: det som blev Slovakien och Karpato-Ukraina; i sydöst till Rumänien: Transsylvanien (Ardeal/Erdély/Siebenbürgen), en stor del av Slättlandet och östra delen av Banatet) och i sydväst till Jugoslavien: Kroatien, Slavonien och det som idag kallas för Vojvodina. 
Även till Österrike skulle landet avträda ett gränsområde, det som skulle bli "Burgenland" med Ödenburg (ungerska Sopron) som huvudort. Detta drog ut i tiden och hösten 1921 fördes förhandlingar i Venedig med italiensk medling som slutade med att folkomröstning skulle hållas (den enda i gamla Ungern där invånarna fick avgöra sin tillhörighet). Folkomröstningen resulterade i att staden förblev Sopron och även i fortsättningen kom att tillhöra Ungern.
Landets armé begränsades till 35 000 man och fick inte ha tungt artilleri; Ungern förpliktades att överta en del av den gamla österrikisk-ungerska monarkins statsskuld.

## Uppdelningen av landet
Vid uppdelningen av landet gick man officiellt efter nationalitetsprincipen, men i praktiken tog många gånger ekonomiska och strategiska synpunkter över, alltid till segermakternas fördel. Segermakterna, Ententen, ville åstadkomma ett sammanhängande front av nya och "förstärkta" stater runt de besegrade och stympade Österrike och Ungern. Detta blev "Lilla ententen", bestående av Tjeckoslovakien, Rumänien och Jugoslavien. När man drog de nya gränserna var de angelägna om att bl.a. den ungerska ringjärnvägen, som gick vid utkanterna av den stora Slätten, skulle hamna i de nya länderna och binda samman dessa - vilket resulterade i att (förutom förlusten av värdefull infrastruktur) ännu fler områden med ungersk befolkningsmajoritet kom att hamna utanför Ungern.
Jämfört med det gamla Ungern i dubbelmonarkin (enligt 1910 års folkräkning) blev det nya Ungern av med:
- 72 % av landytan
- 61,8 % av befolkningen
- 61,4 % av den odlingsbara jorden
- 88 % av skogarna
- 82,1 % av järnvägarna
- 64,5 % av landsvägarna
- 83,1 % av den årliga järnproduktionen
- 55,7 % av industriföretagen
- 67 % av kreditanstalterna jämte hela guld-, silver-, koppar- och saltproduktionen

Dessutom förlorade landet sin enda havshamn (Fiume i Kroatien) och 8 av sina 10 största städer (som landets tidigare huvudstad Pozsony (idag Bratislava i Slovakien), Transsylvaniens "huvudstad" Kolozsvár (idag Cluj-Napoca) och Szabadka (idag Subotica i Vojvodina).
Det återstående Ungerns folkmängd kom att utgöra ungefär 7,9 miljoner och dess territorium 93 000 km².
Trianonfördraget anses som en av de sämsta fredsavtalen genom historien enligt många ungerska historiker och politiker.

## I de nya länderna
Fördraget innehöll paragrafer som tydligt beskrev och garanterade de grundläggande mänskliga rättigheter till minoriteter, som rätt till användning av sitt språk, undervisning i skolor och statliga myndighet, rätt till yttrandefrihet på det egna språket, offentligt och i tidning och radio. I verkligen blev uppfyllelsen av dessa villkor högst skiftande beroende på i vilket land de nya minoriteterna hamnade.
Ungrare som hamnade under dessa "efterträdarstater" blev i hög grad diskriminerade av sina nya herrar. Många stora landområden och stora privatägda egendomar som tillhört ungrare konfiskerades av de nyskapade staterna och de gamla offentliga inrättningarna som tillhört den ungerska staten tillföll de respektive nybildade staterna som ofta drev nationaliseringskampanjer, vilket bland annat ledde till att ungerskspråkiga skolor stängdes.  